# Farid Ghazi
Farid Ghazi (Guelma, Argelia, 16 de marzo de 1974) es un exfutbolista de Argelia que jugaba en la posición de delantero.

## Carrera

### Club
| Periodo   | Club           |
| --------- | -------------- |
| 1994-1995 | ES Guelma      |
| 1995-1996 | US Chaouia     |
| 1996-1997 | ES Guelma      |
| 1997–1999 | JS Kabylie     |
| 1999–2001 | ES Troyes AC   |
| 2001–2002 | Baniyas SC     |
| 2002–2003 | ES Troyes AC   |
| 2003      | JS Kabylie     |
| 2004–2005 | Olympique Béja |
| 2005–2005 | ES Guelma      |
| 2006–2007 | HJK Helsinki   |
| 2007–2009 | JSM Béjaïa     |

### Selección nacional
Jugó para Argelia en 22 ocasiones de 1999 a 2002 y anotó cinco goles; participó en dos ediciones de la Copa Africana de Naciones.

## Logros

### Club
- Campeonato Nacional de Argelia (2): 1994, 2004
- Copa de Argelia (1): 2008
- Supercopa de Argelia (1): 1994
- Copa de Finlandia (1): 2007
- Copa Intertoto (1): 2001[1]

### Individual
- Goleador del Campeonato Nacional de Argelia en 1998/99 (19 goles)
- Futbolista del año en Finlandia en 2006